# Carl Zeller

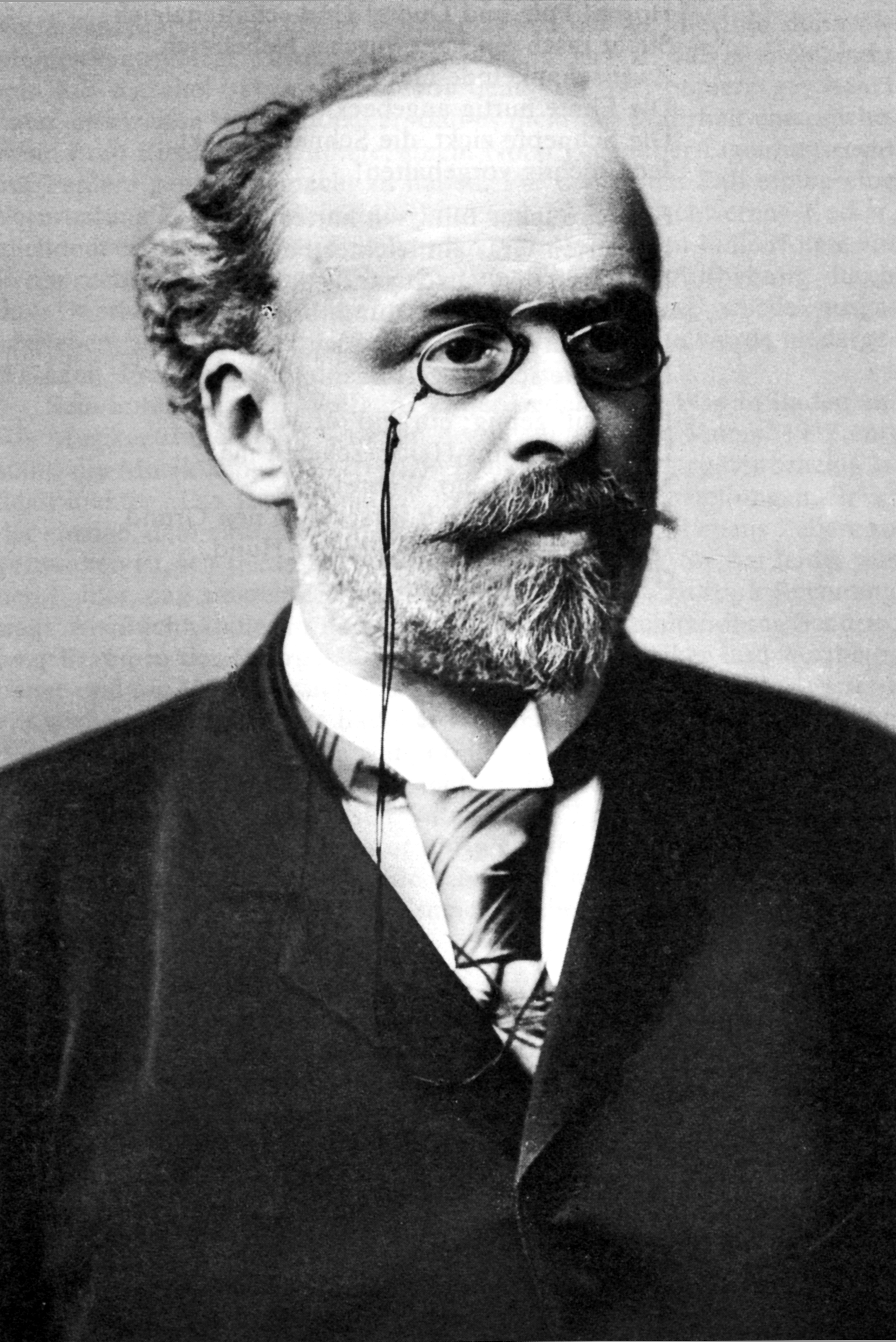
Carl Zeller

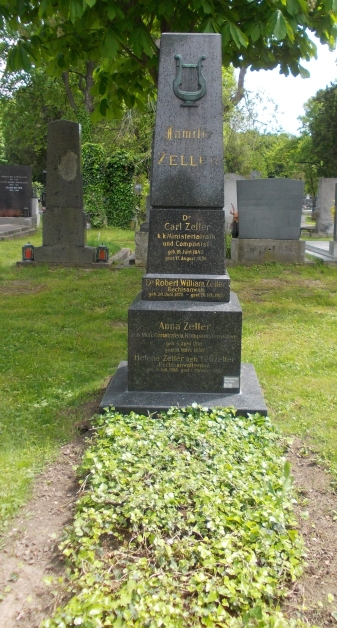
Grabstätte von Carl Zeller

Carl Adam Johann Nepomuk Zeller (* 19. Juni 1842 in Sankt Peter in der Au, Niederösterreich; † 17. August 1898 in Weikersdorf bei Baden bei Wien) war ein österreichischer Jurist, Ministerialrat, Leiter des Kunstreferates im Unterrichtsministerium und als Komponist ein Vertreter der goldenen Operettenära.

## Leben
Zeller wurde als Sohn eines Arztes geboren und besuchte in seinem Geburtsort die Volksschule. Schon als Kind spielte er mehrere Instrumente. Im Alter von elf Jahren wurde er Sängerknabe in der kaiserlichen Hofkapelle (Wiener Sängerknabe). Carl Zeller absolvierte die Unterstufe des Josefstädter Gymnasiums in Wien und dann die Oberstufe des bekannten Stiftsgymnasiums Melk, wo er auch mit Auszeichnung maturierte. Danach studierte er Rechtswissenschaften in Wien und zugleich Komposition bei Simon Sechter in Wien. Nach seiner Promotion zum Dr. jur. in Graz war Zeller zuerst an verschiedenen Gerichten tätig. Aus dem Justizdienst wurde er von Minister Stremayr 1873 in das Ministerium für Kultus und Unterricht berufen, wo er in der Folge Leiter des Kunstreferates wurde und bis zur Dienstklasse Ministerialrat aufstieg.
Am 15. Mai 1875 heiratete Carl Zeller Anna Maria Schwetz, Tochter eines Wiener Schneidermeisters. Aus der Ehe gingen zwei Söhne hervor.
Carl Zeller komponierte sein Leben lang nur nebenberuflich, dennoch steht sein musikalisches Werk in einer Reihe mit den drei Großmeistern der klassischen Wiener Operette, Carl Millöcker, Franz von Suppè und Johann Strauss.
Insgesamt hat Zeller in knapp 20 Jahren sechs abendfüllende Bühnenwerke komponiert, wenn man von seinen unveröffentlichten Vorarbeiten und eigenhändigen Nachbearbeitungen seiner Werke absieht. Seine frühesten Kompositionen sind Lieder, Männerchöre und zyklische Liederspiele wie Das kölnische Narrenfest (Wien 1868). An seinem ersten Bühnenstück, der komischen Oper Joconde (Wien 1876), arbeitete sein unentbehrlicher Librettist Moritz West mit. In den 1880er Jahren ging Zeller ganz zur Operette über und fand sogleich Anklang mit seinen Werken im neapolitanischen und tscherkessischen Milieu: Die Carbonari (Wien 1880) und Der Vagabund (Wien 1886).
Die erfolgreichsten Operetten Der Vogelhändler (Inbegriff der deutsch-österreichischen Heimatoperette, mehrfach verfilmt) und Der Obersteiger werden noch heute von zahlreichen Bühnen gespielt. Daraus wurden Lieder wie „Grüß euch Gott, alle miteinander“, „Wie mein Ahnl zwanzig Jahr“, „Ich bin die Christel von der Post“, „Schenkt man sich Rosen in Tirol“ und „Sei nicht bös’“ zu Weltschlagern. Aus seinem Nachlass wurden später die Operetten Der Kellermeister von Johann Brandl (1835–1913) sowie Die Rosl vom Wörthersee von seinem Sohn Carl Wolfgang Zeller (* 1876, Wien; † 1965, Baden bei Wien) in Verbindung mit Rudolf Kattnigg fertiggestellt.
Carl Zeller verlebte seine letzten Jahre als schwerkranker Mann, von der Öffentlichkeit wahrgenommen durch die peinliche Affaire eines Erbschaftsstreites und eines damit zusammenhängenden Criminalprocesses. Am 31. März 1897 wurde Zeller am Oberlandesgericht Wien wegen Ablegung eines falschen Eides zu einem Jahr schweren Kerkers verurteilt. (Die Anklage selbst hatte zur Folge gehabt, dass Hofrath Zeller aus seiner amtlichen Stellung schied und pensioniert wurde.) Da Zeller in krankheitsbedingter Abwesenheit verurteilt worden war, wurde von Zellers Frau (und nicht von Zeller selbst) Nichtigkeitsbeschwerde erhoben. Am 18. Juni 1897 kassierte der Oberste Gerichtshof das Urteil und wies die Affaire zur neuerlichen Verhandlung an das Wiener Schwurgericht. — Zu dieser Verhandlung kam es nicht mehr, da Carl Zeller am 17. August 1898 in (dem ab 1912 zu Baden bei Wien gehörenden) Weikersdorf, Eugengasse 3, im Alter von nur 56 Jahren an einer Lungenentzündung verstarb.
Leichenbegängnis sowie Beerdigung fanden am 19. August 1898 statt. Carl Zeller wurde von der Stadt Wien ein Grab ehrenhalber gewidmet (Wiener Zentralfriedhof, Grabstelle 47B-G1-9).

## Ehrungen, Auszeichnungen, Preise
- Ritter des Ordens Karls III.[3]
- Offizier der Ehrenlegion[3]
- Kommandeur des Ordens der Krone von Italien[3]
- Kommandeur des Leopoldsorden (Belgien)[3]
- Ritter des Zivilverdienstordens der Bayerischen Krone[3]
- Am Geburtshaus von Carl Zeller in St. Peter in der Au wurde am 10. Juli 1927 im Rahmen einer Zeller-Feier zum 85. Geburtstag des Komponisten eine vom Bildhauer Walter Schmieg gestaltete kupferne Gedenktafel angebracht.
- Zum 125. Geburtstag des Komponisten wurde 1967 ein Vogelhändler-Brunnen, geschaffen vom St. Peterer Bildhauer Kunibert Zinner, vor der Hauptschule in St. Peter in der Au errichtet.
- Aus Anlass des 150. Geburtstages der Operettenkomponisten Carl Zeller und Carl Millöcker legte die österreichische Post (zum Nennwert von 6,00 ÖS) eine Sonderpostmarke auf, deren erster Ausgabetag der 30. April 1992 war. [12]
- In Baden bei Wien wurde der Carl Zeller-Weg nach ihm benannt[13]

## Werke

### Lieder und Chöre
- Marienlied (1855)
- Ave Maria (1855)
- Lied zu Ehren des Hl. Jakob (1858)
- Einstimmige Lieder mit Klavierbegleitung
- Volkstümliche Lieder
- Männerchöre

### Bühnenwerke
- Szenen vom kölnischen Narrenfest (Liederspiel), Uraufführung am 28. November 1868 im Sophiensaal in Wien
- Die Thomasnacht (Liederspiel), Uraufführung am 27. November 1869 im Sophiensaal in Wien
- Joconde (Komische Oper), Uraufführung am 18. März 1876 im Theater an der Wien
- Die Fornarina (Komische Oper), Uraufführung am 18. Oktober 1879 im Gärtnerplatztheater in München
- Die Carbonari (Operette), Uraufführung am 27. November 1880 im Carltheater in Wien
- Der Vagabund (Operette), Uraufführung am 30. Oktober 1886 im Carltheater in Wien
- Der Vogelhändler (Operette), Uraufführung am 10. Januar 1891 im Theater an der Wien
- Der Obersteiger (Operette), Uraufführung am 5. Januar 1894 im Theater an der Wien
- Der Kellermeister (Nachlass-Operette), Uraufführung am 21. Dezember 1901 im Raimundtheater in Wien
- Die Rosl vom Wörthersee (Nachlass-Operette), 1943/44[2]

### Musikalische Bearbeitungen
- Capitän Nicol (Die Carbonari), musikal. Bearbeitung von Carl Zeller, 1882.
- The Tyrolean (Der Vogelhändler), Textbuch-Bearbeitung von Helen F. Tretbar, Erstaufführung am 5. Oktober 1891 im Casino Theatre New York.
- Der Kellermeister, musikal. Bearbeitung und Einrichtung von Johann Brandl und Rudolf Raimann, 1901.
- Der Vogelhändler – „Münchner Fassung“, Revue-Operette, musikal. Bearbeitung von Arthur Bauckner, Erstauff. am 5. Februar 1933 im Nationaltheater München.
- Der Obersteiger – „Münchner Fassung“, Revue-Operette, musikal. Bearbeitung von Arthur Bauckner, 1936.
- Der Vogelhändler, Textbuch-Bearbeitung von Rudolf Bernauer, Erstaufführung am 15. Mai 1947 im Palace Theatre London, Dirigent: Richard Tauber
- Die Rosl vom Wörthersee, musikal. Bearbeitung und Einrichtung von Rudolf Kattnigg und Carl Wolfgang Zeller, 1943/44[2]
- The Bird Seller (Der Vogelhändler), musikal. Adaption von Hans May, Textbuch-Bearbeitung von Bruce Walker und Fred S. Tysh, 1960.

### Bekannte Lieder aus Operetten von Carl Zeller
- Grüß euch Gott, alle miteinander (Der Vogelhändler)
- Fröhlich Pfalz, Rhein-Walzer (Der Vogelhändler)
- Ich bin die Christl von der Post (Der Vogelhändler)
- Schenkt man sich Rosen in Tirol (Der Vogelhändler)
- Ich bin der Prodekan (Der Vogelhändler)
- Wie mein Ahnl zwanzig Jahr (Der Vogelhändler)
- Als geblüht der Kirschenbaum (Der Vogelhändler)
- Der Bürokrat tut seine Pflicht (Der Obersteiger)
- Sei nicht bös’ (Der Obersteiger)
- Ich bin geboren in dem Jahr, Kometen-Walzer (Der Kellermeister)
- Laß dir Zeit (Der Kellermeister)
- Als Noah aus dem Kasten kam (Der Kellermeister)

## Museum
- Das Carl-Zeller-Museum im Schloss St. Peter in der Au bietet einen vollständigen Überblick über Leben und Werk des in St. Peter in der Au geborenen Operettenkomponisten.

## Trivia
Das Ministerium soll ihm schriftlich mitgeteilt haben, dass „es wohl natürlich wäre, dass mit Rücksicht auf seine Eigenschaft als Staatsbeamter der Herr Zeller nicht auf der Bühne erscheinen könne.“ Zeller musste daher den Beifall von einer Loge aus entgegennehmen.